# マルコ・カンポス
マルコ・アントニオ・フェレイラ・カンポス（Marco Antônio Ferreira Campos、1976年2月24日 - 1995年10月15日）は、ブラジルのレーシングドライバー。

## 経歴
カンポスはレーシングカートで成功し、1992年と1993年にパン・アメリカン選手権で優勝した。 1993年には南米のカート選手権でも優勝。
1994年にヨーロッパに渡り、ドラコ・ジュニアチームからフォーミュラ・オペル・ロータスユーロ選手権に参戦。オランダのトム・コロネルとのチャンピオン争いを制してタイトルを獲得した。
友人のマリオ・アルベルト・バウアーが、マルコの契約交渉を担当していた。ドイツのミハエル・シューマッハの個人マネジャーであり、ドイツF3に参戦するWTSチームのウィリー・ウェーバーと交渉。ラルフ・シューマッハのチームメイトとしてマルコがWTSチームに加入することが一度は決まった。しかし、所属したドラコ・エンジニアリングチームが1995年から国際F3000選手権に参戦開始すると決まり、ブラジルのスポンサーはマルコをドラコにとどまらせ、WTSのF3ではなくF3000に参戦するよう要望を伝えるとWTS入りの話は流れ、マルコはF3を飛び級してドラコからF3000にステップアップすることになった。
1995年、ローラ・コスワースDFVをドライブする事になったマルコだったが、3000ccのルーキーシーズンだった為、苦戦したが第4戦エンナ・ペルグーサで4位入賞を果たした。マルコ自身にとってこれが最初で最後の国際F3000でのポイント獲得となった。

## 事故死
最終戦であるマニクールでの決勝レース、ファイナルラップでカンポスは深刻な事故にあってしまう。アデレード・ヘアピン手前のストレートで、左フロントタイヤがトーマス・ビアッジの車の右リアタイヤと衝突し、空中にはね上がった。彼の車はひっくり返り、カンポスの頭は逆さまに飛んでいる間にコンクリートの擁壁上部にぶつかった。 この事故で、深刻な頭蓋骨骨折と大規模な頭部外傷を負い、昏睡状態に陥った。カンポスは翌日、フランスのパリにあるラリボワジエール病院で亡くなった。19歳没。
最終的なシリーズランキングは13位。

## 補足
弟のジュリオ・カンポスは、カートとフォーミュラ選手権に参戦し、2001年にアメリカでスキップバーバー選手権のタイトルを獲得し、現在はブラジルのストックカー・ブラジルで活躍している。

## レース戦績

### 国際F3000選手権
| 年      | エントラント             | シャーシ | エンジン   | 1       | 2       | 3      | 4     | 5       | 6     | 7     | 8      | 順位 | ポイント |
| ------- | ------------------------ | -------- | ---------- | ------- | ------- | ------ | ----- | ------- | ----- | ----- | ------ | ---- | -------- |
| 1995年  | ドラコ・エンジニアリング | ローラ   | コスワース | SIL Ret | CAT Ret | PAU 13 | PER 4 | HOC Ret | SPA 8 | EST 9 | MAG 10 | 13位 | 3        |
| Source: |                          |          |            |         |         |        |       |         |       |       |        |      |          |